# George Maharis
George Maharis (Astoria, 1º settembre 1928 – Beverly Hills, 24 maggio 2023) è stato un attore e cantante statunitense.

## Biografia
Nato da una coppia greca immigrata ad Astoria, nel Queens (New York), George Maharis studiò alla Flushing High School e, durante la seconda guerra mondiale, prestò servizio per 18 mesi presso la Marina degli Stati Uniti. Studiò recitazione all'Actor's Studio e apparve in alcune produzioni teatrali Off Broadway come Deathwatch di Jean Genet e The Zoo Story di Edward Albee.
Dopo alcune esperienze televisive, con apparizioni nelle serie Goodyear Television Playhouse (1957) e La città in controluce (1959-1960), ebbe il suo primo ruolo di rilievo, quello di Yoav, nel kolossal Exodus (1960) di Otto Preminger. Nello stesso anno debuttò nella serie che gli avrebbe dato la celebrità, Route 66, che interpretò per tre stagioni, dal 1960 al 1963, nel ruolo di Buz Murdock accanto a Martin Milner. I due interpretano una coppia di amici che viaggiano attraverso gli Stati Uniti sulla celebre Route 66 a bordo di una Chevrolet Corvette, e ogni tappa del loro viaggio è oggetto di vicende e incontri inattesi.
Malgrado il grande successo, Maharis abbandonò la serie prima di completare la terza stagione, e il suo posto venne rilevato da Glenn Corbett, che affiancò Milner nel ruolo di Linc Case. Maharis proseguì la carriera tentando di affermarsi sugli schermi cinematografici in film quali La doppia vita di Sylvia West (1965), Stazione 3: top secret (1965), L'uomo che uccise il suo carnefice (1967), Cominciò per gioco... (1967), Non uccidevano mai la domenica (1969), Bruciatelo vivo! (1969), ma senza raggiungere lo status di divo del cinema. Durante gli anni sessanta continuò a recitare anche in televisione, alla quale tornò a pieno ritmo all'inizio del decennio successivo con la partecipazione alla serie The Most Deadly Game, che interpretò in 12 episodi tra il 1970 e il 1971, nel ruolo del criminologo Jonathan Croft.
Durante gli anni settanta recitò in altre serie come Mistero in galleria (1971), Missione impossibile (1973), Barnaby Jones (1973), Marcus Welby (1974) ed Ellery Queen (1976). In quest'ultima serie apparve nell'episodio L'albero di Giuda, nei panni del dottor Anthony Bender, un medico dell'alta società newyorkese sospettato della morte di un ricco faccendiere.
Abbandonata quasi del tutto la carriera sul grande schermo, anche durante i tardi anni settanta e gli anni ottanta, Maharis lavorò pressoché esclusivamente per la televisione e fu guest star in numerosi telefilm quali Kojak (1977), La fuga di Logan (1978), Fantasilandia (1978-1982), Matt Houston (1984), La signora in giallo (1990). La sua ultima apparizione sulle scene risale al 1993 nel film Alter ego.
Maharis fu anche un cantante di successo durante il suo periodo di maggior fama negli anni sessanta, registrando numerosi album di musica pop.

## Filmografia

### Cinema
- The Mugger, regia di William Berke (1958)
- Exodus, regia di Otto Preminger (1960)
- Ragazze sotto zero (Quick Before It Melts), regia di Delbert Mann (1964)
- La doppia vita di Sylvia West (Sylvia), regia di Gordon Douglas (1965)
- Stazione 3: top secret (The Satan Bug), regia di John Sturges (1965)
- L'uomo che uccise il suo carnefice (A Covenant with Death), regia di Lamont Johnson (1967)
- Cominciò per gioco… (The Happening), regia di Elliot Silverstein (1967)
- Non uccidevano mai la domenica (The Desperados), regia di Henry Levin (1969)
- Bruciatelo vivo! (Land Raiders), regia di Nathan Juran (1970)
- Ordine delle SS: eliminate Borman! (El último día de la guerra), regia di Juan Antonio Bardem (1970)
- La spada a tre lame (The Sword and the Sorcerer), regia di Albert Pyun (1982)
- Alter ego (Doppelganger), regia di Avi Nesher (1993)

### Televisione
- The Philco Television Playhouse – serie TV, 1 episodio (1953)
- Goodyear Television Playhouse – serie TV, 1 episodio (1957)
- The Phil Silvers Show – serie TV, 1 episodio (1958)
- Deadline – serie TV, 1 episodio (1959)
- Brenner – serie TV, 1 episodio (1959)
- Alcoa Theatre – serie TV, 1 episodio (1960)
- La città in controluce (Naked City) – serie TV, 4 episodi (1959-1960)
- Route 66 – serie TV, 82 episodi (1960-1963)
- Polvere di stelle (Bob Hope Presents the Chrysler Theatre) – serie TV, 2 episodi (1966)
- A Small Rebellion, regia di Stuart Rosenberg – film TV (1966)
- The Danny Thomas Hour – serie TV, episodio 1x05 (1967)
- Journey to the Unknown – serie TV, 1 episodio (1968)
- Love Story – serie TV, 1 episodio (1968)
- Escape to Mindanao, regia di Don McDougall – film TV (1968)
- The Monk, regia di George McCowan – film TV (1969)
- The Most Deadly Game – serie TV, 12 episodi (1970-1971)
- Mistero in galleria (Night Gallery) – serie TV, 1 episodio (1971)
- Lo sceriffo del sud (Cade's County) – serie TV, 1 episodio (1971)
- Medical Center – serie TV, 1 episodio (1971)
- Cannon – serie TV, 1 episodio (1972)
- The Victim, regia di Herschel Dougherty – film TV (1972)
- Of Men and Women, regia di Robert Day, Roger Duchowny – film TV (1973)
- Missione impossibile (Mission: Impossible) – serie TV, 1 episodio (1973)
- Barnaby Jones – serie TV, 1 episodio (1974)
- Shaft – serie TV, 1 episodio (1974)
- Marcus Welby (Marcus Welby, M.D.) – serie TV, 1 episodio (1974)
- Le sorelle Snoop (The Snoop Sisters) – serie TV, 1 episodio (1974)
- The Wide World of Mystery – serie TV, 1 episodio (1974)
- Thriller – serie TV, 1 episodio (1974)
- McMillan e signora (McMillan & Wife) – serie TV, 1 episodio (1974)
- Movin' On – serie TV, 1 episodio (1974)
- Nakia – serie TV, 1 episodio (1974)
- Death in Space, regia di Charles S. Dubin – film TV (1974)
- Murder on Flight 502, regia di George McCowan – film TV (1975)
- Ellery Queen – serie TV, episodio 1x16 (1976)
- Il ricco e il povero (Rich Man, Poor Man) – serie TV, 1 episodio (1976)
- Good Heavens – serie TV, 1 episodio (1976)
- Ultimo indizio (Jigsaw John) – serie TV, 1 episodio (1976)
- Bert D'Angelo Superstar – serie TV, 1 episodio (1976)
- La donna bionica (The Bionic Woman) – serie TV, 2 episodi (1976)
- Guardate cosa è successo al figlio di Rosemary (Look What's Happened to Rosemary's Baby), regia di Sam O'Steen – film TV (1976)
- New York Parigi air sabotage '78 (SST: Death Flight), regia di David Lowell Rich – film TV (1977)
- Ragazzo di provincia (Gibbsville) – serie TV, 1 episodio (1977)
- Kojak – serie TV, 1 episodio (1977)
- Sulle strade della California (Police Story) – serie TV, 3 episodi (1973-1977)
- The Feather and Father Gang – serie TV, 1 episodio (1977)
- Switch – serie TV, 2 episodi (1977)
- La fuga di Logan (Logan's Run) – serie TV, 1 episodio (1978)
- Sos Miami airport (Crash), regia di Barry Shear – film TV (1978)
- Fantasilandia (Fantasy Island) – serie TV, 6 episodi (1978-1982)
- Matt Houston – serie TV, 1 episodio (1984)
- Master (The Master) – serie TV, 1 episodio (1984)
- Superboy – serie TV, 1 episodio (1989)
- La signora in giallo (Murder, She Wrote) – serie TV, episodi 6x15-7x01 (1990)

## Doppiatori italiani
Nelle versioni in italiano delle opere in cui ha recitato, George Maharis è stato doppiato da:
- Gianfranco Bellini in Exodus
- Michele Kalamera in Non uccidevano mai la domenica
- Giancarlo Maestri in Bruciatelo vivo!
- Michele Gammino in Ellery Queen
- Saverio Moriones in La signora in giallo (ep. 6x15)
- Rino Bolognesi in La signora in giallo (ep. 7x01)